# École des cadres du Mayet-de-Montagne
L'École des cadres du Mayet-de-Montagne est une institution française créée sous le régime de Vichy.

## Historique
Créée par Paul Marion, alors secrétaire général à l'Information et la Propagande du gouvernement de Vichy, en septembre 1941, elle se situe au Mayet-de-Montagne, à 25 kilomètres au sud-est de Vichy.
Chaque mois elle accueille entre  30 et 40 élèves pour les former à être les propagandistes du régime de Vichy. Mais son enseignement très anticlérical et ultra-collaborationniste, très différent de l'école des cadres d'Uriage, suscita de nombreuses critiques, même dans les milieux vichystes.
Elle ferma en 1944, après la Libération.